# Dissipationsgrad
Der Dissipationsgrad δ (griech.: delta) oder D ist das Maß für die „verlorengegangene“ oder dissipierte Intensität. Sein Wert liegt zwischen 0 und 1.
Der Dissipationsgrad steht im Zusammenhang mit mehreren anderen Größen, die das Verhalten von Strahlung in einem Medium beschreiben.
- Der Transmissionsgrad τ oder T ist ein Maß für die durchgelassene Intensität.
- Der Reflexionsgrad ρ oder R ist ein Maß für die reflektierte Intensität.
- Der Absorptionsgrad α oder A ist ein Maß für die absorbierte Intensität.

Diese Größen hängen über folgende Relationen zusammen:
ρ + α = 1
ρ + τ + δ = 1
α = τ + δ